# Saison 2016 de l'équipe cycliste Join-S-De Rijke
La saison 2016 de l'équipe cycliste Join-S-De Rijke est la quatorzième de cette équipe.

## Préparation de la saison 2016

### Arrivées et départs
| Arrivées             | Équipe 2015          |
| -------------------- | -------------------- |
| Luuc Bugter          | Baby-Dump            |
| Jordi Sloof          | Westland Wil Vooruit |
| Jan-Willem van Schip | Baby-Dump            |

| Départs            | Équipe 2016    |
| ------------------ | -------------- |
| Dex Groen          | WV West-Frisia |
| Timon van Reek     | ?              |
| Ronan van Zandbeek | ?              |
| Gino Vierhouten    | ?              |

## Coureurs et encadrement technique

### Effectif
| Cycliste             | Date de naissance | Nationalité | Équipe 2015          |  |
| -------------------- | ----------------- | ----------- | -------------------- |  |
| Jetse Bol            | 8 septembre 1989  | Pays-Bas    | Join-S-De Rijke      |  |
| Luuc Bugter          | 10 juillet 1993   | Pays-Bas    | Baby-Dump            |  |
| Robbert de Greef     | 27 août 1991      | Pays-Bas    | Join-S-De Rijke      |  |
| Matthijs Eversdijk   | 21 décembre 1992  | Pays-Bas    | Join-S-De Rijke      |  |
| Ike Groen            | 31 mai 1992       | Pays-Bas    | Join-S-De Rijke      |  |
| Kobus Hereijgers     | 10 mars 1989      | Pays-Bas    | Join-S-De Rijke      |  |
| Daan Meijers         | 11 avril 1991     | Pays-Bas    | Join-S-De Rijke      |  |
| Wouter Mol           | 17 avril 1982     | Pays-Bas    | Join-S-De Rijke      |  |
| Jordi Sloof          | 2 septembre 1995  | Pays-Bas    | Westland Wil Vooruit |  |
| Jordi Talen          | 29 mai 1996       | Pays-Bas    | Join-S-De Rijke      |  |
| Taco van der Hoorn   | 4 décembre 1993   | Pays-Bas    | Join-S-De Rijke      |  |
| Jan-Willem van Schip | 20 août 1994      | Pays-Bas    | Baby-Dump            |  |
| Coen Vermeltfoort    | 11 avril 1988     | Pays-Bas    | Join-S-De Rijke      |  |

## Bilan de la saison

### Victoires
| Date       | Course                        | Pays       | Classe | Vainqueur            |
| ---------- | ----------------------------- | ---------- | ------ | -------------------- |
| 14/04/2016 | 1re étape du Tour de Mersin   | Turquie    | 2.2    | Jan-Willem van Schip |
| 16/04/2016 | 3e étape du Tour de Mersin    | Turquie    | 2.2    | Ike Groen            |
| 04/05/2016 | 1re étape de la Flèche du Sud | Luxembourg | 2.2    | Coen Vermeltfoort    |
| 08/05/2016 | 5e étape de la Flèche du Sud  | Luxembourg | 2.2    | Coen Vermeltfoort    |
| 22/05/2016 | 1re étape de l'An Post Rás    | Irlande    | 2.2    | Taco van der Hoorn   |
| 26/05/2016 | 5e étape de l'An Post Rás     | Irlande    | 2.2    | Wouter Mol           |
| 04/09/2016 | Kernen Omloop Echt-Susteren   | Pays-Bas   | 1.2    | Daan Meijers         |